# Pater Davids mees
Pater Davids mees (Poecile davidi; synoniem: Parus davidi) is een zangvogel uit de familie Paridae (mezen). Deze vogel is genoemd naar de Franse pater en zoöloog Armand David.

## Verspreiding en leefgebied
Deze soort is endemisch in oostelijk-centraal China.

## Status
De grootte van de populatie is niet gekwantificeerd maar de soort wordt omschreven als zeer plaatselijk. Op de Rode lijst van de IUCN heeft deze soort de status niet bedreigd.